# Robert Sutton Harrington

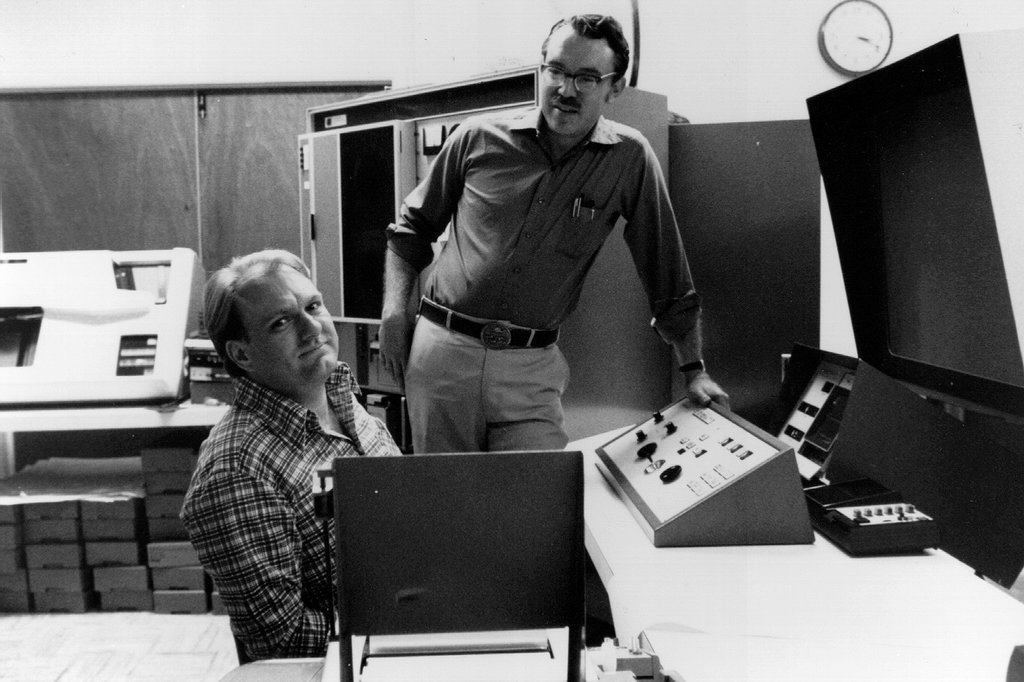
Robert (direita) e James (esquerda) em 1978.

Robert Sutton Harrington (21 de outubro de 1942 – 23 de janeiro de 1993) foi um astrônomo americano que trabalhou no Observatório Naval dos Estados Unidos (USNO). Harrington nasceu perto de Newport News, no estado americano da Virginia. Seu pai era um arqueólogo. Se casou com Betty Jean Maycock em 1976, com quem teve duas filhas, Amy e Ann.
Harrington trabalhou no USNO. Outro astrônomo lá, James Walter Christy, lhe consultou depois que descobriu protuberâncias nas imagens de Plutão, que acabou por ser o satélite de Plutão, Caronte.[carece de fontes?] Por este motivo, alguns consideram Harrington para ser um co-descobridor de Caronte, embora Christy geralmente recebe crédito único. Pelas leis da física, é fácil determinar a massa de um sistema binário com base em seu período orbital, então Harrington foi o primeiro a calcular a massa do sistema Plutão-Caronte, que foi menor do que até mesmo as menores estimativas anteriores da massa de Plutão.
Harrington tornou-se um crente na existência de um Planeta X além de Plutão e comprometeu-se pesquisar para ele, com resultados positivos provenientes da sonda IRAD em 1983. Harrington colaborou inicialmente com Tom Van Flandern. Ambos estavam "cortejados" por Zecharia Sitchin e seus seguidores que acreditam em um planeta Nibiru ou Marduk, que citam a pesquisa de Harrington e van Flandern como possível evidência a colaborar, embora nenhuma prova definitiva de um nono planeta veio à tona até o momento.
Harrington morreu vítima de câncer de esôfago em 23 de janeiro de 1993, aos 51 anos, o asteroide 3216 Harrington foi nomeado em sua honra.